# Órækja Snorrason
Órækja Snorrason (1205 – 1245) fue un caudillo medieval de Islandia en el siglo XIII y tuvo un papel relevante durante la guerra civil islandesa, episodio histórico conocido como Sturlungaöld. Era hijo ilegítimo de Snorri Sturluson y su amante Þuríður Hallsdóttir (n. 1180) y se crio con su padre en Reykholt. Casó con Arnbjörg, hija de Arnór Tumason.
Tras la muerte de los hijos de Þorvaldur Snorrason Vatnsfirðingur en Sauðafellsför (1232), Órækja impuso su poder sobre Vestfjörður. Era un hombre que siempre mostraba mucha agresividad y arrogancia. La viuda de Þorvaldur Snorrason, hermana de Órækja, fue cortejada por Oddur Álason de Sandar, Dýrafjörður. Órækja falsificó una carta de su hermana despreciando a Oddur y este se quitó la vida en 1234.
Oddur era amigo y aliado de Sturla Sighvatsson y cuando supo de la tragedia, envió a sus hombres a capturar a Órækja para someterle a castigo, cegarlo y castrarlo. Escapó y se recuperó de sus heridas para más tarde peregrinar a Roma y regresar a casa de su padre en 1239.
Tras el asesinato de Snorri, Órækja tomó el testigo de la venganza matando a Klæng Bjarnarson, ahijado de su padre y que participó en la muerte, luego se dirigió a Borgarfjörður para enfrentarse a Gissur Þorvaldsson. Luego Skálholt también cayó y la espiral de violencia forzó la intervención del obispo Sigvarður Þéttmarsson en 1242. A finales del mismo año Órækju se ve obligado a abandonar Islandia y se traslada a Noruega, donde murió en 1245. 